# All Mixed Up
Singles de The Cars
Just What I Needed
(1978) Let's Go
(NL, 1979)
All Mixed Up est une chanson du groupe de new wave américain The Cars, qui constitue le dernier morceau de leur premier album, The Cars, paru en mars 1978  sur le label Elektra, album classé 16e parmi les 100 meilleurs premiers albums de tous les temps (The 100 Best Debut Albums of All Time) par le magazine américain Rolling Stone.

## Historique
Composée par le chanteur, guitariste rythmique et leader du groupe Ric Ocasek, la chanson est produite par le producteur britannique Roy Thomas Baker, producteur de Queen.
Parue comme face B du single Good Times Roll, la chanson a été largement diffusée sur les ondes des stations de radio rock américaines, et est généralement jouée avec Moving in Stereo sur les stations de radio de type classic rock et AOR (« Album-oriented rock »).
Par ailleurs, All Mixed Up est parue en single aux Pays-Bas avec, comme face B, le morceau You're All I've Got Tonight (en) également extrait de l'album The Cars

## Description
Sur l'album, All Mixed Up est enchaînée avec Moving in Stereo.
C'est le bassiste Benjamin Orr qui chante dans la version studio, alors que c'est Ric Ocasek qui chante sur la version démo.
Ce titre a donné l'occasion au claviériste Greg Hawkes de jouer un solo de saxophone en fin de morceau, le seul de la discographie des Cars.

## Autres versions
- Lorsque le guitariste Elliot Easton et le claviériste Greg Hawkes recrutèrent de nouveaux musiciens pour remplacer Ric Ocasek, le défunt Benjamin Orr et le batteur David Robinson, ils choisirent Todd Rundgren comme chanteur principal mais All Mixed Up fut chantée par le bassiste Kasim Sulton, tout comme Drive, le plus grand succès des Cars ;
- Ce titre a fait l'objet d'une reprise par le groupe Red House Painters sur leur album de 1996, Songs for a Blue Guitar.

## Musiciens
- Ric Ocasek : chant et guitare
- Benjamin Orr : chant principale et basse
- Elliot Easton : guitare
- Greg Hawkes : claviers, saxophone
- David Robinson : batterie

## Source
- (en) Cet article est partiellement ou en totalité issu de l’article de Wikipédia en anglais intitulé « All Mixed Up (The Cars song) » (voir la liste des auteurs).